# Burg Brattenstein
Die Burg Brattenstein ist eine hochmittelalterliche Burganlage an der nordöstlichen Ecke der Stadtmauer in Röttingen im bayrischen Landkreis Würzburg im Taubertal.

## Geschichte
Die vermutlich im 12.–13. Jahrhundert erbaute Burg wurde 1230 erstmals urkundlich erwähnt. Zwischen 1230 und 1345 war die Burg im Besitz der Herren von Hohenlohe, die sie 1345 an das Hochstift Würzburg verkauften. 1438 wurde die Burg erobert und der bestehende Mauergürtel erweitert. 1440 wurde die außerhalb des Ortes gelegene Burganlage in die Stadtbefestigung mit einbezogen. Um 1500 wurde in der Südecke der Burganlage eine Zehntscheune errichtet. Ab 1520 war die Burg Sitz eines fürstbischöflichen Amtmanns, der als verlängerter Arm des Würzburger Fürstbischofs galt. Im frühen 17. Jahrhundert fanden Aus- und Umbauten statt.
1803 wurde das fürstbischöfliche Amt Röttingen aufgehoben und die Burg wurde bis zum Ersten Weltkrieg Sitz des Bayerischen Rentamtes. In dieser Zeit wurde der Bergfried an der Nordostecke der Burg abgebrochen. Während des Zweiten Weltkrieges (1939–1945) wurde die Burg vom Reichsarbeitsdienst genutzt. Nach 1945 diente die Burg als Flüchtlingslager und beherbergte später eine Aschaffenburger Kleiderfabrik.
Am 5. November 1971 stürzte der Ostflügel der Burg ein. Der Einsturz erfolgte, während man den mit Schutt verfüllten Hundezwinger an der Burgwand abbaute und damit die Außenwand ihre letzte statisch wirksame Stütze verlor. Im Inneren waren zuvor Umbaumaßnahmen zur Erweiterung der Räumlichkeiten vorgenommen worden. Beim Einsturz verloren vier Mitarbeiterinnen des Textilunternehmens ihr Leben.  Der zerstörte Gebäudetrakt wurde in den folgenden Jahren wieder aufgebaut und restauriert.
1952 schrieb der heimatvertriebene Kurt Freudinger aus Dankbarkeit ein Heimatspiel in 3 Akten (Bauernkrieg 1525, Schwedenkrieg 1626 und Pest) und widmete es der Stadt Röttingen und „seinen tüchtigen Bürgern“. Die Uraufführung mit Röttinger Laiendarstellern fand 1954 im Hof der Burg vor der Kulisse der Zehntscheune statt. Das Originalmanuskript wird in Röttingen aufbewahrt.
Seit 1984 finden im Hof der Burg die Frankenfestspiele Röttingen statt.
Im Juni 2018 wurde der neu erbaute Ostflügel durch das Heeresmusikkorps Veitshöchheim feierlich eingeweiht.